# 乌利塞斯·厄罗
乌利塞斯·厄罗（1845年10月21日—1899年7月26日），多米尼加共和国政治人物，多明尼加藍黨成員，兩度出任多明尼加總統（1882年至1884年、1887年至1899年）。